# Посольство Германии на Украине
Посольство Федеративной Республики Германии на Украине (нем. Deutsche Botschaft Kiew) — дипломатическое представительство Германии, расположено в Киеве на улице Богдана Хмельницкого, 56. Отвечает за развитие и поддержание отношений между Германией и Украиной.

## История посольства
9 февраля 1918 года Германия подписала Брестский мир, признавая Украинскую Народную Республику как независимое и суверенное государство. Во времена Украинской державы Германия открыла посольство и консульство в Киеве, генеральное консульство в Одессе, вице-консульства в Екатеринославе, Николаеве и Мариуполе. Первыми дипломатами были посол Альфонс Мумм фон Шварценштейн, заместитель посла Йоханнес Граф фон Берхем, руководитель отдела прессы и пропаганды посольства Герберт фон Дирксен. Члены немецкой экономической миссии в Киеве: промышленник Отто Витфельд и банкир Карл Мельхиор.
Федеративная Республика Германия официально была представлена на Украине с 1989 года генеральным консульством в Киеве. Вслед за получением независимости Украины 24 августа 1991 года Германия 26 декабря признала Украину. 17 января 1992 между Украиной и ФРГ были установлены дипломатические отношения. Интересы Федеративной Республики Германия также представляют: с марта 2000 года почётный консул в Львове, с июля 2008 года — почётный консул в Одессе и с лета 2009 года — генеральное консульство в Донецке.

## Немецкие консульства на Украине

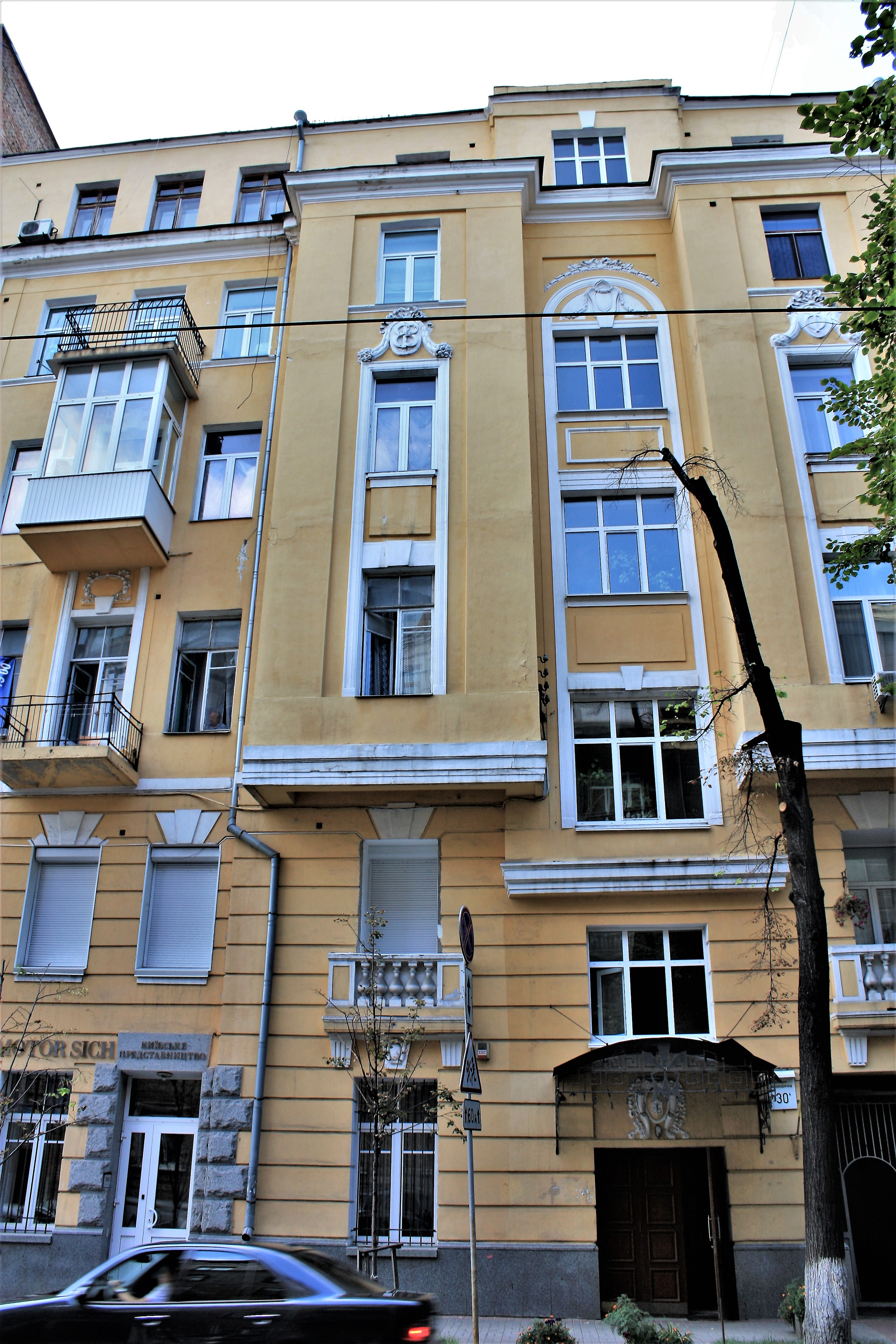
Здание немецкого консульства в Киеве до 1917 года, Шелковичная улица, 30

- Немецкое консульство в Киеве до 1917 года занимал дом № 30 по Шелковичной улице, который принадлежал польскому графу Шейбену. С 1917 по 1937 годы немецкое консульство в Киеве работало по улице Ворошилова, 3[2].

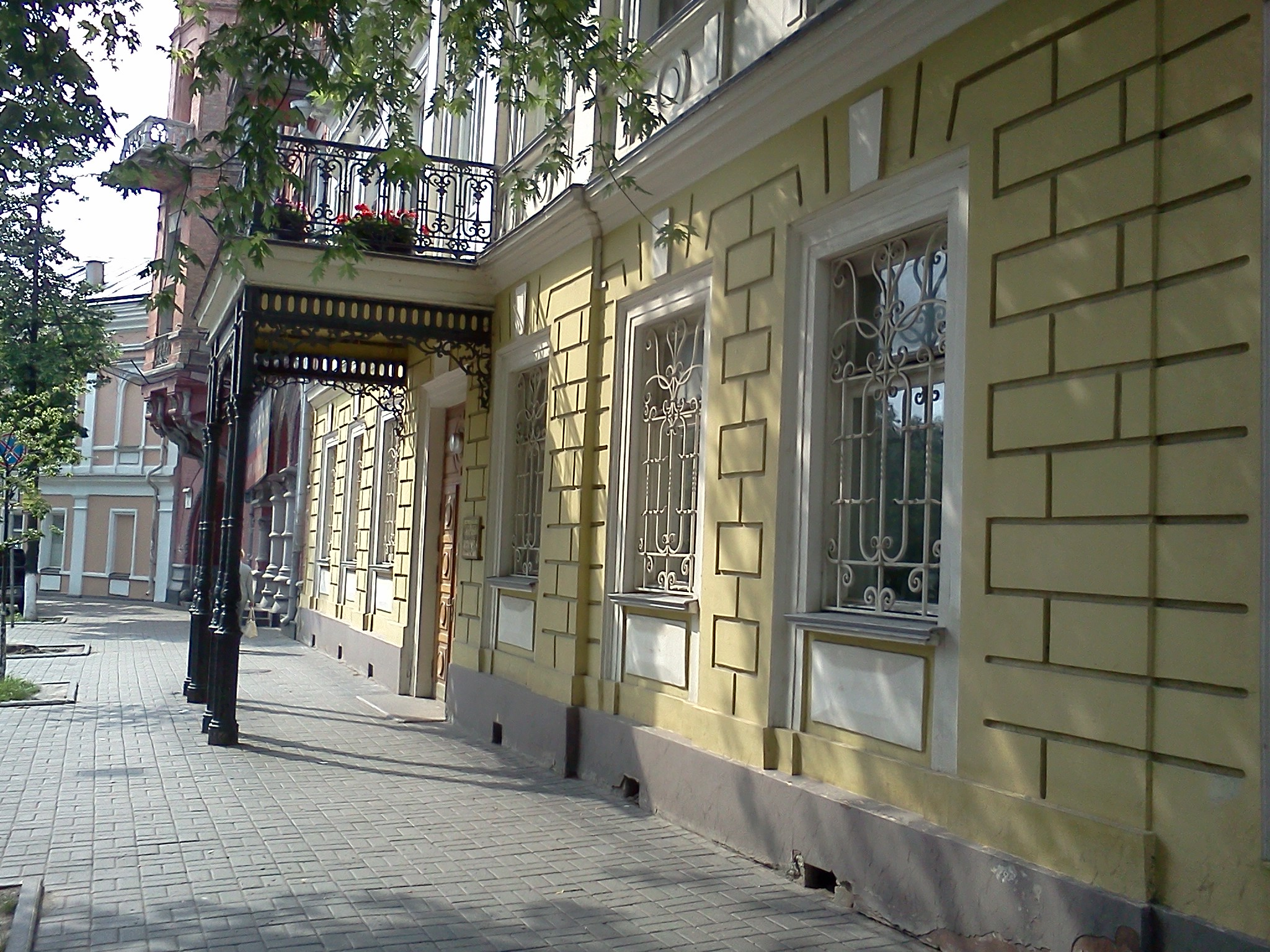
Здание немецкого консульства в Киеве (1917—1937) (улица Ярославов Вал, 3)

- Немецкое консульство в Харькове с 1920 по 1937 год работало в доме № 54 по улице Карла Либкнехта. С 1937 года дом был заселён жильцами.
- Уполномоченный немецкого консульства в Екатеринославе до 1917 года занимал два дома № 38 и № 38Б по Вознесенской улице.
- Немецкое консульство в Мариуполе до 1917 года находилось в доме № 9 по Торговой улице. С 1944 года дом принадлежал швейной фабрике.
- Немецкое консульство в Николаеве до 1917 года находилось в доме № 47 по Таврической улице.

## Послы Германии на Украине
- Альфонс Мумм фон Шварценштейн[укр.] (1917—1918);
- Йоханнес Граф фон Берхем[укр.] (1918—1919);
- Хеннеке Граф фон Бассевитц[укр.] (1992—1993);
- Александр Арно[укр.] (1993—1996);
- Эбергард Гайкен[укр.] (1996—2000);
- Дитмар Штюдеманн[укр.] (2000—2006);
- Рейнгард Шеферс[укр.] (2006—2008);
- Ганс-Юрген Гаймзет[укр.] (2008—2012);
- Кристоф Вайль[укр.] (2012—2016);
- Эрнст Рейшель[укр.] (2016—2019);
- Анка Фельдгузен[укр.] (с 2019 по 2023).
- Егер, Мартин (с 2023).

## Консульства ФРГ на Украине

### Генеральное консульство в Донецке / офис в Днепре
49005, Украина, Днепр, проспект Дмитрия Яворницкого, 1а, офис 301.
- Генеральные консулы:
  - Клаус Цилликенс[укр.] (2009—2013);
  - Детлеф Вольтер[укр.] (2013—2015);
  - Вольфганг Мессингер[укр.] (с 2015)

### Почётный консул в Львове
79008, Украина, Львов, улица Винниченко, 6.
Почётный консул — Мирослава Дякович.

### Почётный консул в Одессе
65026, Украина, г. Одесса, ул. Ланжероновская, 9, оф. 17. Почётный консул — Александр Кифак.

### Почётный консул в Харькове
61057, Украина, Харьков, улица Скрыпника, 14a. Почётный консул — Татьяна Гавриш (с 2012).

## Визовый отдел

Здание, в котором находится визовый отдел посольства

Визовый отдел посольства находится в Киеве, на улице Льва Толстого, 57, 22-й этаж бизнес-центра «101 Tower». Кроме того, заявления на визы некоторых категорий можно подавать через визовые центры компании VISAMETRIC.

## События
- 8 февраля 2017 года народный депутат Украины Алексей Гончаренко в знак протеста против высказываний посла Германии Эрнста Рейшеля[укр.] о возможности проведения выборов в Донбассе до полного вывода российских войск разрисовал фрагмент Берлинской стены, который находится у посольства Германии в Киеве[8].